# Factor
Factor est un langage de programmation dynamique concaténatif, dont la conception et l'implémentation sont coordonnées par Slava Pestov (en). Les principales influences de Factor sont Joy, Forth, Lisp et Self.
Comme les autres langages concaténatifs, Factor utilise une syntaxe postfixée, ce qui signifie que vous écrivez les arguments d'une fonction avant son nom. À titre d'exemple, afficher « hello world » se fait ainsi :
```
"
Hello world
" print
```

Définition d'une fonction calculant la factorielle d'un entier  
```
: factorielle (n -- n!) [ 1 ] [ [1,b] product ] if-zero ;
```

calcul de la factorielle de 10
```
10 factorielle
```